# 北上バス転落事故
北上バス転落事故（きたかみバスてんらくじこ）とは、1955年（昭和30年）5月14日に岩手県北上市にある北上川支流の飯豊川に架かる橋の上から修学旅行生を乗せたバスが転落し、児童ら12名が死亡した交通事故である。

## 事故の概要
1955年（昭和30年）5月14日午後7時30分頃、岩手県稗貫郡石鳥谷町の石鳥谷町立八日市小学校6年生の修学旅行生一行らを乗せた花巻電鉄（現・岩手県交通）の観光バスが、北上市飯豊町の国道4号上の飯豊川に架かる飯豊橋を花巻方面へ渡っていた時に発生した。
前方から来た自転車を避けようとして、運転を誤り欄干に衝突。バスは腐って脆くなっていた欄干を突き破って飯豊川の河川敷に転落、大破した。乗車していた運転手2名（交代要員含む）、八日市小学校の6年生34名、校長ら引率の教員3名、付き添いの家族12名の合計51名中、死亡12名、重傷者6名、軽傷者22名を出した。
事故の直接の原因はバス運転手のハンドル操作のミスであるが、事故後「無理な修学旅行の旅程が事故の遠因ではないか」と問題視された。修学旅行の旅程は、5月13日朝6時15分に小学校の校庭を出発、仙台市まで移動し市内各所を見学した後に日本三景のひとつである松島を訪れ、その夜は宮城県塩竈市内の旅館に移動して一泊した。翌日（事故当日）は早朝に塩竈市を出発、三陸海岸、製塩工場の塩田などを見学後、石鳥谷町の小学校まで帰着するものであり、現在とは異なる当時の劣悪な道路事情を考えると多くの時間を要する旅程であった。事故発生時刻は夜の7時半頃だったが、現場から学校まではまだ18.5kmも離れていた。学校へ早く着くことに気を奪われた運転手が無理をしたのではないかとの指摘が各方面から出された。しかし当時、このように修学旅行に過密なスケジュールを組んだ学校は少なくなかった。
事故発生の後、現場となった飯豊橋の袂には慰霊碑が建立された。また全国交通安全運動の際に配布される『黄色い羽根』は、本事故の際に執り行われた慰霊祭に参列した当時の岩手県交通安全協会会長が「交通安全を呼びかけるシンボルを作ろう」と思い立ち、協会事務局が考案したものが全国的に広がっていったものであるという。

## その他
本件事故と同時期（1955年5月）には修学旅行客を輸送中の交通機関での事故が相次いで発生した。本件事故の3日前の5月11日には宇高連絡船で紫雲丸事故が発生したほか、本件事故の3日後の5月17日には、東海道本線で東田子の浦事故が、福岡県柳川市では修学旅行輸送中のバスが炎上する事故が発生した。